# Lons
Lons (in béarnais: Louns) è un comune francese di 12 352 abitanti situato nel dipartimento dei Pirenei Atlantici nella regione della Nuova Aquitania.

## Società

### Evoluzione demografica
Abitanti censiti